# Veľká hoľa
Veľká hoľa (1640 m) – szczyt w zachodniej części Niżnych Tatr na Słowacji, w głównym grzbiecie wododziałowym tych gór. Znajduje się pomiędzy szczytami  Skalka (1549 m) i Latiborská hoľa (1643 m), w granicach Parku Narodowego Niżne Tatry. Stoki północne opadają do doliny potoku Lúžňanka i miejscowości Liptovská Lúžna, południowe do Doliny Jaseniańskiej (Jasenianská dolina) i miejscowości Jasenie. W tłumaczeniu na język polski Veľká hoľa to Wielka Hala.

## Historia
Jest to kopulasty szczyt o stokach trawiastych. Wielkie hale ciągną się tutaj kilometrami na całym grzbiecie Niżnych Tatr. Nie jest to jednak naturalne piętro halne, trawiaste stoki powstały w wyniku wypalenia lub wyrąbania lasu na potrzeby pasterstwa, które miało tutaj kilkusetletnią historię. Równie dawną historię w masywie Wielkiej Hali miało również górnictwo. Północne jej stoki od średniowiecza po początki XX w. były terenem intensywnych prac górniczych. Wydobywano tu m.in. złoto, srebro, a w końcu antymon. Do dziś są zaznaczane na mapach sztolnie, są też rozpoznawalne w terenie wysokie hałdy skały płonej oraz ślady dawnych dróg transportowych i górniczych ścieżek.

## Turystyka
Wzdłuż głównego grzbietu niżnotatrzańskiego biegnie czerwono znakowany, dalekobieżny szlak turystyczny, tzw. Cesta hrdinov SNP. Omija on szczyt Wielkiej Hali, trawersując go południowymi stokami. Dzięki trawiastym stokom ze szlaku tego rozciąga się szeroka panorama widokowa w kierunkach południowym, wschodnim i zachodnim i wschodnim
  odcinek: Donovaly – Kečka – Hadliarka – sedlo Hadlanka – Kozí chrbát – Hiadeľské sedlo – Prašivá – Malá Chochuľa – Veľká Chochuľa – Košarisko – Skalka – sedlo pod Skalkou – Veľká hoľa – Latiborská hoľa – sedlo Latiborskej hole – Zámostská hoľa – sedlo Zámostskej hole – Ďurková (Niżne Tatry) – Malý Chabenec – Chabenec